# Hidden 2
Pour les articles homonymes, voir Hidden (homonymie).
Série Hidden
Hidden
(1987)
Pour plus de détails, voir Fiche technique et Distribution.
Hidden 2 (The Hidden II) est un film américain réalisé par Seth Pinsker, sorti en 1994.

## Synopsis
15 ans après les aventures du 1er film, la créature extra-terrestre est parvenue à survivre et à changer d'enveloppe corporelle. Après la mort de son père, la fille de Thomas Beck, Juliet, fait équipe avec MacLachlan, un agent venu sur Terre pour découvrir ce qui est arrivé à l'hôte de Thomas Beck...

## Fiche technique
- Titre : Hidden 2
- Titre original : The Hidden II
- Réalisation : Seth Pinsker
- Scénario : Seth Pinsker
- Production : David Helpern, Michael L. Meltzer et Mark Ordesky
- Société de production : New Line Cinema
- Musique : David McHugh
- Photographie : Bryan England
- Montage : Christopher Cibelli
- Décors : Bryan Jones
- Costumes : Ileane Meltzer
- Pays d'origine : États-Unis
- Format : Couleurs - 1,85:1 - Stéréo - 35 mm
- Genre : Action, Science-fiction et horreur
- Durée : 91 minutes
- Date de sortie : 1994 (États-Unis)

## Distribution
- Raphael Sbarge : MacLachlan
- Kate Hodge : Juliet Beck
- Jovin Montanaro : Stanton
- Christopher Murphy : Tony Thompson
- Michael Welden : Tom Beck
- Michael A. Nickles : Matt Flamm
- Tony DiBenedetto : Bum
- Tom Tayback : Colton
- Dennis Bertsch : l'employé de la morgue
- Cate Caplin : la journaliste
- Edith Varon : la serveuse
- Peter Gregory : le cuisinier
- Bobby J. Foxworth : l'agent de sécurité
- Honey Lauren : la fille de la rave
- Garvin Funches : Cold Steel

## Autour du film
- Le tournage a débuté le 1er mars 1994.
- À l'exception des quelques plans d'un chien infecté par un alien, les 15 premières minutes du film correspondent aux 15 dernières de Hidden (1987)[1].
- Le nom du personnage MacLachlan interprété par Raphael Sbarge, est une possible référence à l'acteur Kyle MacLachlan, héros du premier film.

## Bande originale
- Carry Me Through, interprété par daVinci
- Live From I.E., interprété par Madrok
- I Ain't What You Need, composé par Ron Marshall
- Right This Time, interprété par Ben Trexel
- Deeper Sin, interprété par Cardinal
- Mortal Storm, interprété par Bohemia